# Aqueduc de Meyrargues
L'aqueduc de Meyrargues est un aqueduc romain situé à Meyrargues, en France. 
L'aqueduc fait l’objet d’un classement au titre des monuments historiques depuis le 7 novembre 1922.

Vestiges de l'aqueduc
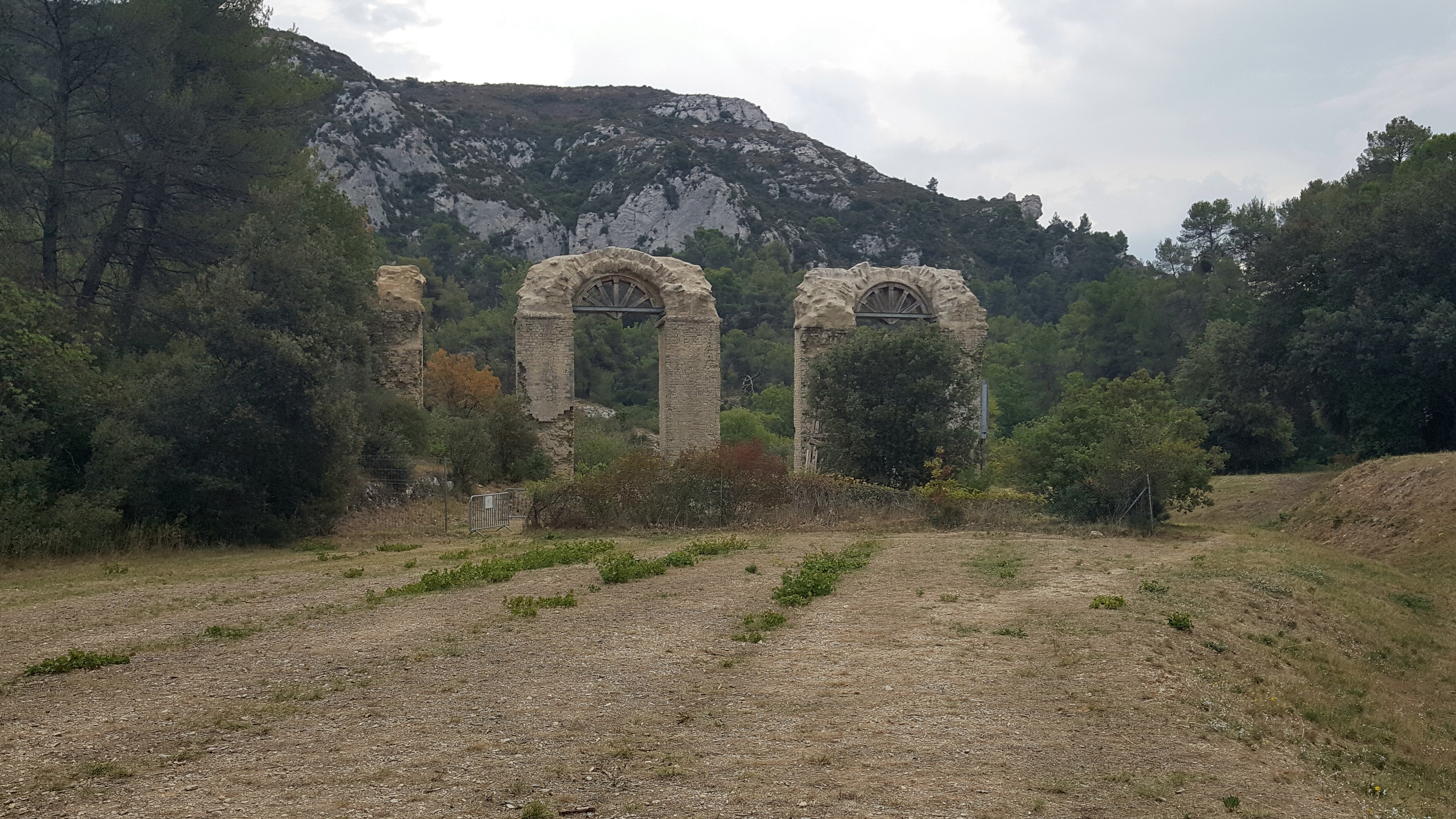
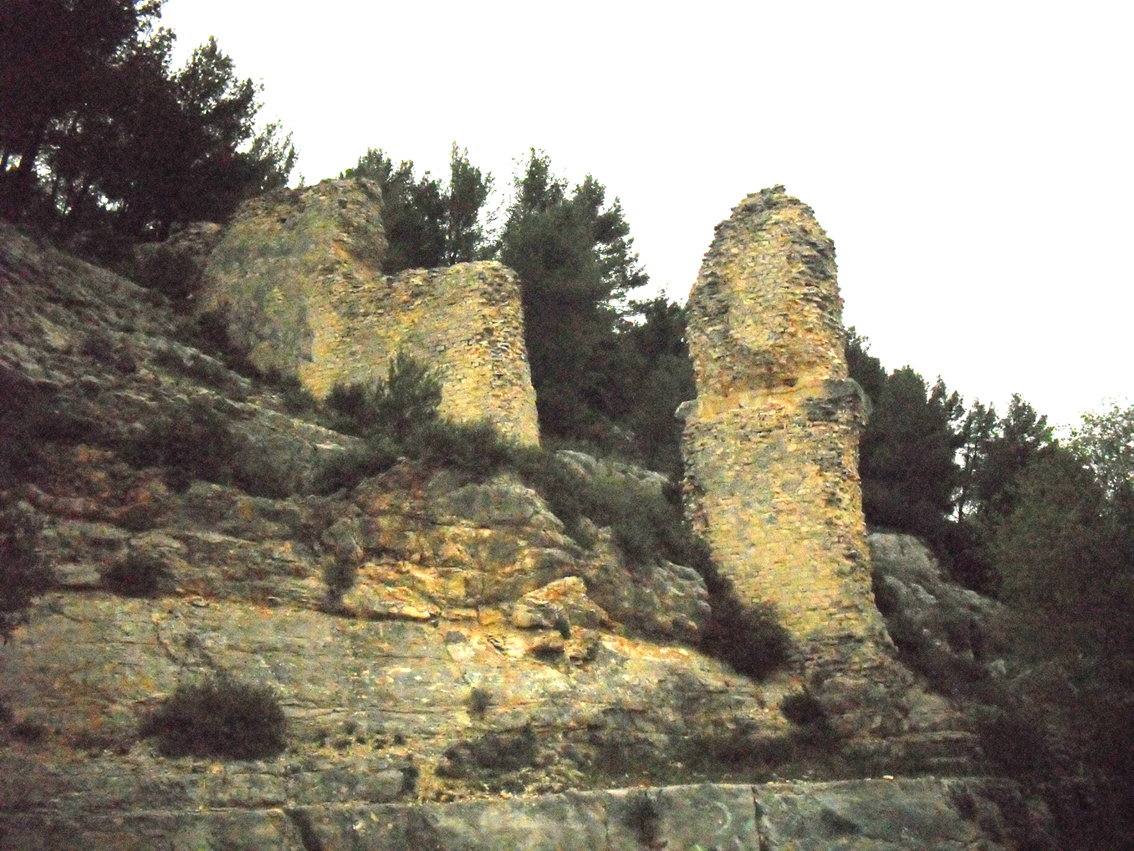